# Држизгалова, Зузана
Зу́зана Држи́згалова (чеш. Zuzana Dřízhalová), в девичестве — Га́накова (чеш. Hanáková; 27 января 1975, Прага, Чехословакия — 16 сентября 2011, Прага, Чехия) — чешская актриса и общественный деятель.

## Биография
Зузана Ганакова родилась 27 января 1975 года в Праге (Чехословакия). В юности Зузана выступала в «Бамбини ди Прага». Окончила театральную академию «Divadelní fakulta Akademie múzických umění».
В 2003—2009 годах Зузана снималась в кино. На момент смерти работала в театре «Divadla Nablízko». Также занималась общественной деятельностью, помогала больным лимфомой.
С 2000 года Зузана была замужем за актёром Гинеком Држизгалом. У них был приёмный ребёнок.
Умерла 16 сентября 2011 года в Праге (Чехия) после продолжительной борьбы с раком.

## Фильмография
| Год       |   | Русское название                        | Оригинальное название                      | Роль             |
| --------- | - | --------------------------------------- | ------------------------------------------ | ---------------- |
| 2003      | с | Больница на окраине города через 20 лет | Nemocnice na kraji města po dvaceti letech | Элишка Кралова   |
| 2006      | с | Семейные узы                            | Rodinná pouta                              |                  |
| 2007—2009 | с | Очень хрупкие отношения                 | Velmi křehké vztahy                        | Марцела Рубешова |